# سیمونه پریکو
سیمونه پریکو (انگلیسی: Simone Perico؛ زادهٔ ۱۰ اوت ۱۹۸۹) بازیکن فوتبال اهل ایتالیا است.
از باشگاه‌هایی که در آن بازی کرده‌است می‌توان به باشگاه فوتبال آتالانتا اشاره کرد.